# مسعود قره‌خانی
مسعود قره‌خانی (زادهٔ ۲۲ سپتامبر ۱۹۸۲) سیاستمدار ایرانی‌تبار اهل نروژ و عضو حزب کارگر نروژ از شهر درامن است. او از ۲۰۱۷، نمایندهٔ پارلمان از حوزهٔ بوسکرود است و از ۲۰۲۱ ریاست استورتینگه (قوهٔ مقننهٔ عالی نروژ) را بر عهده دارد.
در ۲۴ نوامبر ۲۰۲۱ حزب کارگر قره‌خانی را به دنبال استعفای اوا کریستین هانسن پس از یک رسوایی به دلیل استفاده از امکاناتی که واجد آن شرایط نبوده (مسکن) در پارلمان، نامزد کرد. او یک روز بعد به‌طور رسمی به عنوان رئیس پارلمان انتخاب شد. او اولین مهاجر در تاریخ نروژ است که به عنوان رئیس پارلمان نروژ یا استورتینگ انتخاب شده‌است.
مسعود قره خانی، در ۲۲ سپتامبر ۱۹۸۲ در پایتخت ایران، تهران متولد شد و در کودکی در سال ۱۹۸۷ میلادی همراه خانواده، به نروژ مهاجرت کرد. درسال ۲۰۱۷، مسعود قره خانی به نمایندگی از حزب کارگر نروژ، از حوزهٔ انتخاباتی بوسکرود وارد مجلس ملی نمایندگان نروژ شد. قره خانی در رشتهٔ رادیوگرافی تحصیل کرده‌است. وی بین سالهای ۲۰۰۳ تا ۲۰۰۸ به عنوان رادیولوژیست در بیمارستانهای مختلف نروژ مشغول کار بوده‌است.
قره خانی از سال ۲۰۰۴ تا ۲۰۰۷ رهبری سازمان جوانان حزب کارگر نروژ در بوسکرود را بر عهده داشته و بین سالهای ۲۰۰۹ تا ۲۰۱۱ منشی استان، در حزب کارگر نروژ شعبهٔ بوسکرود بوده‌است. در دورهٔ بین سالهای ۲۰۰۷ تا ۲۰۱۱ مسعود قره خانی، عضو شورای استان بوسکرود و شورای شهرداری آوور ایکر بوده‌است. او از سال ۲۰۱۱ عضو شورای شهرداری درامن و عضو علی‌البدل در مجلس ملی نمایندگان نروژ، بین سالهای ۲۰۰۹ تا ۲۰۱۳ بوده‌است.

## مبارزه انتخاباتی
بخشی از سخنرانی مسعود قره خانی به عنوان نمایندهٔ حزب کارگر نروژ در رقابت تبلیغاتی نامزدی ریاست شورای شهر درامن (از بایگانی حزب کارگر نروژ ۲۷ ماه مه ۲۰۱۲ میلادی):
 - اگر چیزی از فرهنگ پدربزرگ و مادربزرگم آموخته‌ام، آن احترام بسیار زیاد به افراد مسن در جامعه است. پدربزرگم که ۸۶ سال دارد، می‌گوید که کیفیت جامعه را نحوهٔ مراقبت از سالمندان تعیین می‌کند. در حزب کارگر درامن، ما اکنون به وضوح می‌گوییم که نوبت به افراد مسن رسیده‌است، افراد مسن در درامن، باید ارزشمندی خود را احساس کنند. در نهایت، این‌ها، همان کسانی هستند که جامعهٔ رو به رفاه امروز راشکل داده‌اند. رفاهی که در رأس جوامع مرفه جهان قرار دارد. رفاهی که به من و نسل‌های آینده امکانات باورنکردنی بخشیده‌است…

### زبان نروژی کلید ورود به اجتماع
مسعود قره‌خانی در مصاحبه ای با یکی از مجلات وابسته به حزب کارگر نروژ در سال ۲۰۱۸م، در مورد تمایلات مذهبی گفت: 
اجازه بدهید این‌طور بگویم. نظر من در مورد مذهب کاملاً روشن است. اگر کسی فکر می‌کند که مذهب او مهم‌تر از ارشهای دموکراتیک و برابری جنسیتی در جامعه نروژ است، بهتر است، خدا را کنار بگذارد.
مسعود قره‌خانی که خود از یک خانواده مهاجر ایرانی است، یادگیری زبان نروژی را کلید ورود به و موفقیت در اجتماع نروژ می‌داند. به عقیده وی والدین کودکان مهاجر تا حد زیادی مسئول آموزش زبان نروژی به کودکان خود هستند. او می‌گوید: نادیده گرفتن چنین مسئولیتی به معنی عدم کفایت در سرپرستی است و دخالت دستگاه دولتی و سازمان حمایت از کودکان را ایجاب می‌کند. من این مسئولیت را از والدین طلب می‌کنم، اما در عین حال از اجتماع نیز می‌خواهم، تمام تسهیلات لازم برای پذیرش این مسئولیت را فراهم کند.

## رئیس مجلس
در ۲۴ نوامبر سال ۲۰۲۱م، برابر با چهارشنبه، ۳ آذر ۱۴۰۰ خ، حزب کارگر نروژ در پی استعفای اوا کریستین هانسن از ریاست مجلس ملی نروژ به علت رسوایی عدم رعایت قوانین مالی اجاره محل، آقای مسعود قره‌خانی را به عنوان جانشین رئیس مجلس نامزد نمود. فردای نامزدی در طی یک انتخاب کتبی قره‌خانی رسماً به ریاست مجلس گمارده شد. مسعود قره‌خانی اولین رئیس مجلس در نروژ با پیشینه یک مهاجر است. همچنین وی بعد از یو بنکو دومین فرد در نروژ است که از یک اقلیت قومی به این مقام انتخاب شده‌است.

### سال ۲۰۲۱
مسعود قره‌خانی در ۷ دسامبر ۲۰۲۱م، به عنوان رئیس جدید پارلمان نروژ مقرر کرد تا دربارهٔ مزایای رفاهی دریافت شده توسط نمایندگان مجلس تحقیق شود. وی همچنین خواستار سرعت عمل در تحقیقات مربوط شده و تابستان سال بعد را به عنوان سقف زمانی لازم برای ارائه نتایج تحقیقات تعیین کرد. این اقدام مورد تأیید و حمایت رهبران پارلمانی همه احزاب دارای نمایده در مجلس ملی نروژ قرار گرفت.

در ۱۰ دسامبر، قره خانی پیشنهاد کرد که توقف افزایش مزد نمایندگان مجلس که از سال ۲۰۱۹م، به علت شیوع بیماری کرونا به تصویب رسیده بود، برای یک سال دیگر تمدید شود.

در ۱۵ دسامبر، قره خانی قوانین جدیدی را در مورد شرایط برخورداری از کمک هزینه مسکن برای نمایندگان مجلس معرفی کرد. او مدعی شد که قوانین جدید بسیار ساده و روشن هستند و جای هیچ ابهامی باقی نمی‌گذارند. او توضیح داد که اگر یک نماینده مجلس مستأجر یا صاحب مسکنی در شعاع ۴۰ کیلومتری اسلو باشد و از این مسکن به‌طور روزمره استفاده کند، مشمول حق دریافت کمک هزینه مسکن به منظور کرایه مسکن موقت در نزدیکی محل کار نمی‌شود.

### سال ۲۰۲۲

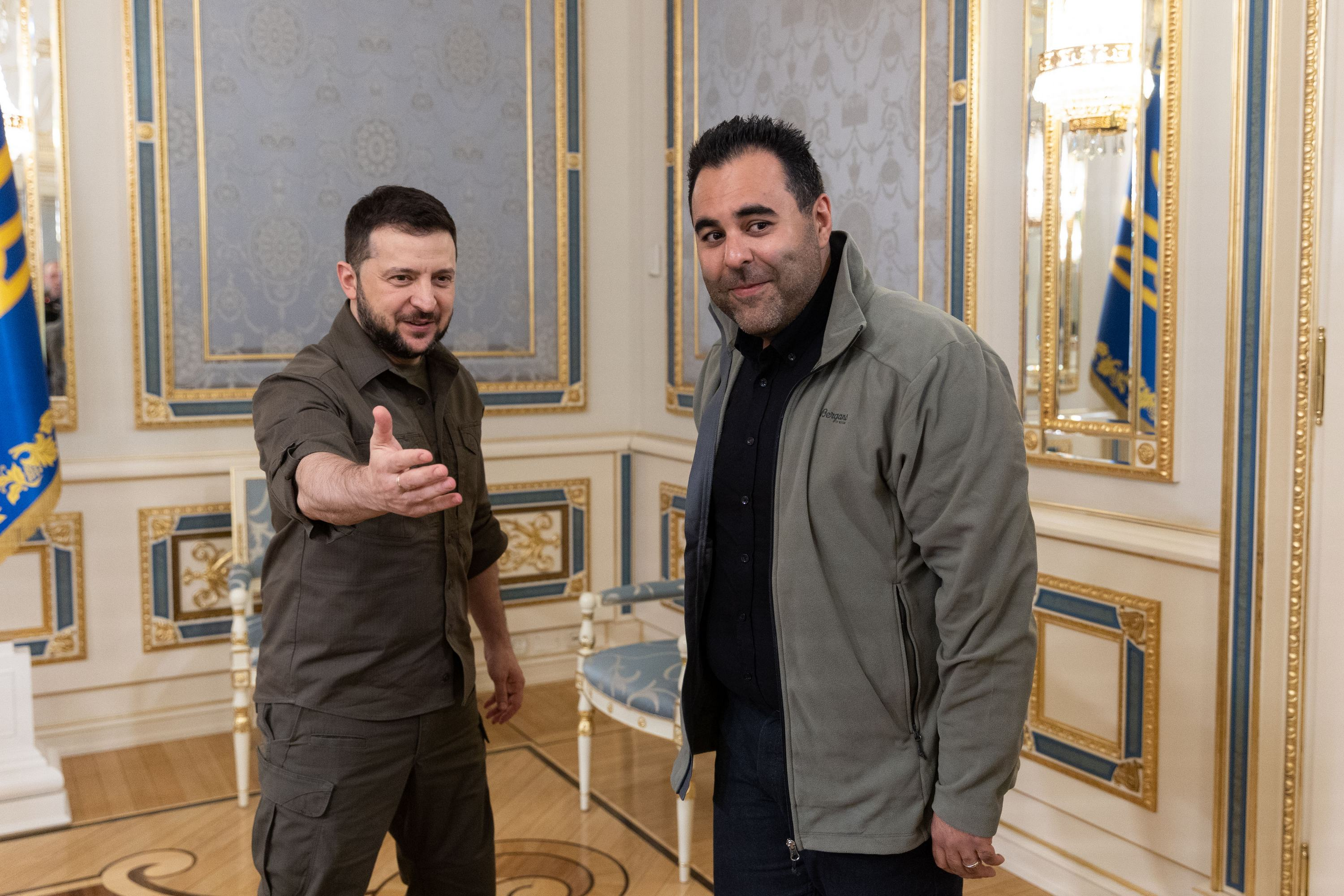
مسعود قره‌خانی در ملاقات با ولودیمیر زلنسکی، رئیس‌جمهور اوکراین در ماه مه سال ۲۰۲۲ میلادی در کیف

مسعود قره‌خانی در تاریخ ۴ ژانویه ۲۰۲۲م، پس از جواب مثبت آزمایش کرونای پسرش، خود را در خانه قرنطینه کرد، اما انجام وظایف کاری خود را در خانه و از راه دور ادامه داد. وی همچنین مردم را به انجام آزمایش و تزریق واکسن کرونا تشویق کرد.

در تاریخ ۲۰ ژانویه، قره‌خانی از شاهدخت اینگرید الکساندرا در یک ملاقات رسمی استقبال کرد و او را در بازدید از داخل ساختمان مجلس نروژ و دیدار با معاون اول رئیس مجلس سوین هاربرگ و جوانترین نماینده پارلمان، مارن گروته همراهی کرد.

به دنبال افشاگری داگبلاده مبنی بر این که نمایندگان مجلس نروژ که تازه به عضویت مجلس درآمده اند هم از محل کار قبلی و هم مجلس، در واقع پاداش مرخصی دوبل دریافت می‌کنند، مسعود قره‌خانی قصد توقف بلافاصله پرداخت و تغییر قوانین را داشت. اما پیشنهاد وی با مخالفت اکثریت نمایندگان مجلس، از جمله نمایندگان سنتر پارتی که در دولت ائتلافی با حزب وی همکاری نزدیک داشتند مواجه شد. قره‌خانی در گفتگوی بعدی با روزنامه داگبلاده از رد پیشنهاد خود اظهار تاسف کرد و رسیدگی به این مسئله به بعد از اتمام روند تحقیقات و دریافت گزارش نهایی از هیئت تحقیقات مالی مجلس موکول شد.

به دنبال اقدام گروهی از زنان پرستار در نروژ به تغییر نام و انتخاب نام مردانه «آرنه» برای خود، که به منظور نمایش و اعتراض به تبعیض جنسیتی در امور استخدامی نروژ صورت گرفته بود، مسعود قره‌خانی از این اقدام حمایت کرد و آن را بخشی از مبارزه زنان در راه رسیدن به حقوق برابر اجتماعی تعبیر کرد.

در تاریخ ۱۸ مارس مسعود قره‌خانی اعلام کرد که با سفارت اوکراین به منظور دعوت از ولودیمیر زلنسکی برای سخنرانی در مجلس نروژ تماس گرفته‌است. زلنسکی در ۲۴ مارس این دعوت را پذیرفت و ۳۰ مارس، مراسم این سخنرانی از راه دور برگزار شد.

در تاریخ ۳ مه، فاش شد که قره‌خانی پنج روز پس از اینکه به ریاست مجلس انتخاب شد، از اقامتگاه موقت خود در نزدیکی مجلس چشم پوشی کرده‌است. قره‌خانی توضیح داد که این چشم پوشی به علت نیاز مراقبت از خانواده و انس گرفتن به وظایف جدید شغلی صورت گرفته‌است. با این حال بعدها مشخص شد، قره‌خانی که در شعاع ۴۷ کیلومتری مجلس منزل دارد با وضع قوانین جدید و افزایش حداقل فاصله تا محل کار از ۴۰ به ۶۰ کیلومتر، برای برخوداری از حق کمک هزینه مسکن، این اقامتگاه موقت را در همه حال در آینده نزدیکی از دست می‌داد.

در تاریخ ۸ مه مسعود قره‌خانی به همراه آنکنن هاوتفلدت وزیر امور خارجه نروژ، به مناسبت هفتادو هفتمین سالگرد روز پیروزی در اروپا، طی سفری به اوکراین با ولودیمیر زلنسکی رئیس‌جمهور آنجا در کیف ملاقات کرده و ضمن بازدید از مقبره سرباز گمنام شاخه‌های گلی در این مراسم بازدید تقدیم کردند.

در تاریخ ۱۰ ژوئن، قره خانی تأیید کرد که همزمان با تظاهرات و بزرگداشت اقلیت‌های جنسی و جنسیتی در اسلو، پرچم رنگین‌کمان از تاریخ ۱۸ تا ۲۷ ژوئن، بر فراز ساختمان مجلس نروژ افراشته خواهد شد.

به دنبال حادثه تیراندازی ۲۰۲۲ اسلو، مسعود قره‌خانی در محل حادثه حضور یافت و در مراسمی ضمن تقدیم گل و بزرگداشت یاد قربانیان این تیراندازی، این حادثه را محکوم کرده و با وابستگان قربانیان حادثه ابراز همدردی کرد.

در تاریخ ۱۶ اوت، قره خانی اعلام کرد که نمایندگان مجلس برای رسیدگی به وضعیت بالا رفتن هزینه برق به یک جلسه اضطراری فراخوانده خواهند شد. وی بالا رفتن هزینه برق را یک مشکل جدی نامید و ابراز امیدواری کرد که با همکاری دولت در چارچوب دموکراسی، یک راه حل مناسب به زودی معرفی خواهد شد. بعداً تاریخ رسمی این جلسه ۱۹ سپتامبر اعلام شد.

در تاریخ ۲۰ اوت، قره خانی در واکنش به حمله با چاقو به سلمان رشدی اعلام کرد که وی اظهارات مقامات ایران در مورد دست نداشتن کشورشان در سوء قصد به جان رشدی را باور ندارد. همچنین وی مسلمانان را به صبر و تحمل بیشتر نظرات مخالف دعوت و تشویق کرد.

 پس از بازگشایی مجلس در ماه اکتبر و ماجرای تعویض اشتباه صندلی ملکه و ولیعهد نروژ، قره خانی قول داد که چنین اشتباهی در آینده تکرار نشود.

 در تاریخ ۲۴ اکتبر، قره خانی طی نشستی در زاگرب، در رابطه با جلسه رهبران مجالس در سراسر جهان، با نانسی پلوسی، رئیس مجلس نمایندگان ایالات متحده، دیدار کرد. همچنین در این جلسه نشان شاهزاده یاروسلاو حکیم به وی تقدیم شد.

پس از انتشار خبر تعطیل احتمالی گشت ارشاد در ایران، مسعود قره‌خانی در کفایت این اقدام ابراز تردید کرد. وی اضافه کرد که تعطیل گشت ارشاد به معنی پایان خشونت دولتی علیه زنان ایران نیست.

### سال ۲۰۲۳
در ژوئن ۲۰۲۳م، مسعود قره‌خانی اعلام کرد که اکثریت نمایندگان مجلس موافق تغییر قانون و الغای امتیازات خاص نمایندگان مجلس هستند. بر این اساس ۲ امتیاز حاضر، یکی برخورداری از کمک هزینه کرایه مسکن در نزدیکی مجلس و دیگری پرداخت دستمزد مرخصی به نمایندگانی که دوران نمایندگی آنها به زودی منقضی می‌شود، حذف خواهند شد. وی اضافه کرد که مجلس در نظر دارد که دیگر امتیازات خاص نمایندگان نیز بررسی و در صورت نیاز تعدیل شوند. این در حالی است که حزب سرخ مدعی است که حتی بعد از اعمال این تعدیلات، نمایندگان مجلس نروژ داری چنان حقوق و مزایای فوق‌العاده ای هستند که افراد عادی تنها در خواب می‌توانند ببینند.

به دنبال تحریم محصولات شرکت نروژی تولید شکلات فریا در اوکراین، مسعود قره‌خانی در تاریخ ۱۲ ژوئن اعلام کرد که مجلس در مورد تحریم محصولات این شرکت و نیز این مسئله که آیا فروش محصولات این شرکت در کافه تریای مجلس مجاز است، تشکیل جلسه خواهد داد. روز بعد قره‌خانی اطلاع داد که چنین تحریمی صورت نخواهد گرفت. وی اضافه کرد که در این مورد، مجلس تابع تصمیمات دولت نروژ و اتحادیه اروپاست و خرید یا نخریدن محصولات این شرکت در نروژ، یک تصمیم شخصی باقی خواهد ماند و نمایندگان مجلس نیز پیرو همین مقررات خواهند بود.

درتار یخ ۶ اکتبر برابر با جمعه، ۱۴ مهر ۱۴۰۲خ، مسعود قره‌خانی در توییتر به نرگس محمدی به مناسبت بردن جایزه صلح نوبل تبریک گفت. وی در این
پست نوشت: من می‌خواهم به نرگس محمدی، برنده جایزه صلح نوبل و همه شیر زنانی که در راه آزادی، دموکراسی و حقوق بشر علیه رژیمهای ددمنش مبارزه می‌کنند، این پیروزی را تبریک بگویم. وی با به کار بردن کلمه فارسی «آزادی» نوشت: مبارزه تا آزادی ادامه خواهد داشت.

در تاریخ ۱۱ اکتبر، ۲ سال پس از بروز اختلاف اهالی محلی و تصمیم دولت مبنی بر ساخت تأسیسات انرژی بادی در فوسن، حزب سرخ از معترضان سامی برای برگزاری تظاهرات به داخل سالن مجلس دعوت کرد. مسعود قره‌خانی ضمن ناشایسته خواندن این اقدام، توضیح داد که صحن مجلس محل مناسبی برای اجرای این گونه تظاهرات نیست و او قصد دارد این مسئله را با دیگر نمایندگان مجلس به بحث بگذارد.

در ماه نوامبر، مسعود قره‌خانی به همراه یک هیئت از نمایندگان مجلس نروژ، به ایالات متحده سفر کرد و از کنگره ایالات متحده آمریکا بازید کرد. در این بازدید وی در مورد حمایت از اوکراین در جنگ با روسیه و همکاری در صنایع معدن و یک توافق احتمالی سخن گفت.

در ماه دسامبر، قره‌خانی از پاسخ به دعوت امیر اوهانا سخنگوی کنست برای دیدار از مناطق آسیب دیده اسرائیل در جنگ با حماس خودداری کرد، اما دفتر اداری مجلس ملی نروژ، تأیید کرد که وی این دعوت را نپذیرفته‌است.

#### گفت و گو به زبان فارسی
مسعود قره‌خانی در گفت و گویی با خبرنگار ایران اینترنشنال در حاشیه نشست انجمن آزادی اسلو
و در ارتباط با ناآرامی‌های ایران در سال ۲۰۲۳م، به زبان فارسی گفت: برای من مهم است که صدایی برای جوانان ایران باشم. وی در پیامی به جوانان ایران گفت: بدانید که جامعه بین‌المللی با شماست. و من خود با صدایم تا روز آزادی به شما نیرو خواهم داد. قره‌خانی در مورد آینده ایران گفت: جوانان ایرانی خوب می‌دانند که خواستار چگونه آینده ای برای ایران هستند.